# Malachra radiata
Malachra radiata là một loài thực vật có hoa trong họ Cẩm quỳ. Loài này được (L.) L. mô tả khoa học đầu tiên năm 1767.